# Vita di Samuel Johnson (James Boswell)
La vita di Samuel Johnson, LL.D. è una biografia del Dr Samuel Johnson scritta da James Boswell, un aristocratico scozzese. Alla sua pubblicazione divenne un immediato bestseller riscuotendo popolarità tra il pubblico e critiche favorevoli: ritenuta ancor oggi un capolavoro insuperato, è considerata come una tappa importante nello sviluppo del moderno genere biografico, a tal punto che molti hanno asserito sia la più importante biografia mai scritta in lingua inglese. La conoscenza personale di Johnson da parte di Boswell iniziò solo nel 1763, quando Johnson aveva 54 anni, tuttavia egli riuscì a descrivere la vita intera di Johnson per mezzo di ulteriori ricerche. La biografia si prende molte libertà riguardo alla vita di Johnson, infatti Boswell apporta varie modifiche alle citazioni di Johnson e censura anche molti commenti. A prescindere da questi dettagli, i moderni biografi hanno trovato nell'opera di Boswell un'importante fonte di informazioni.

## Contesto

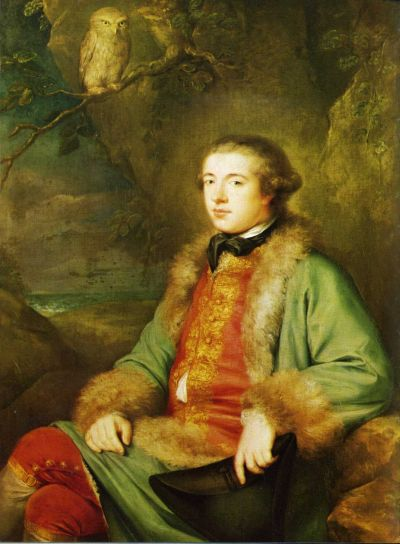
James Boswell all'età di 25 anni

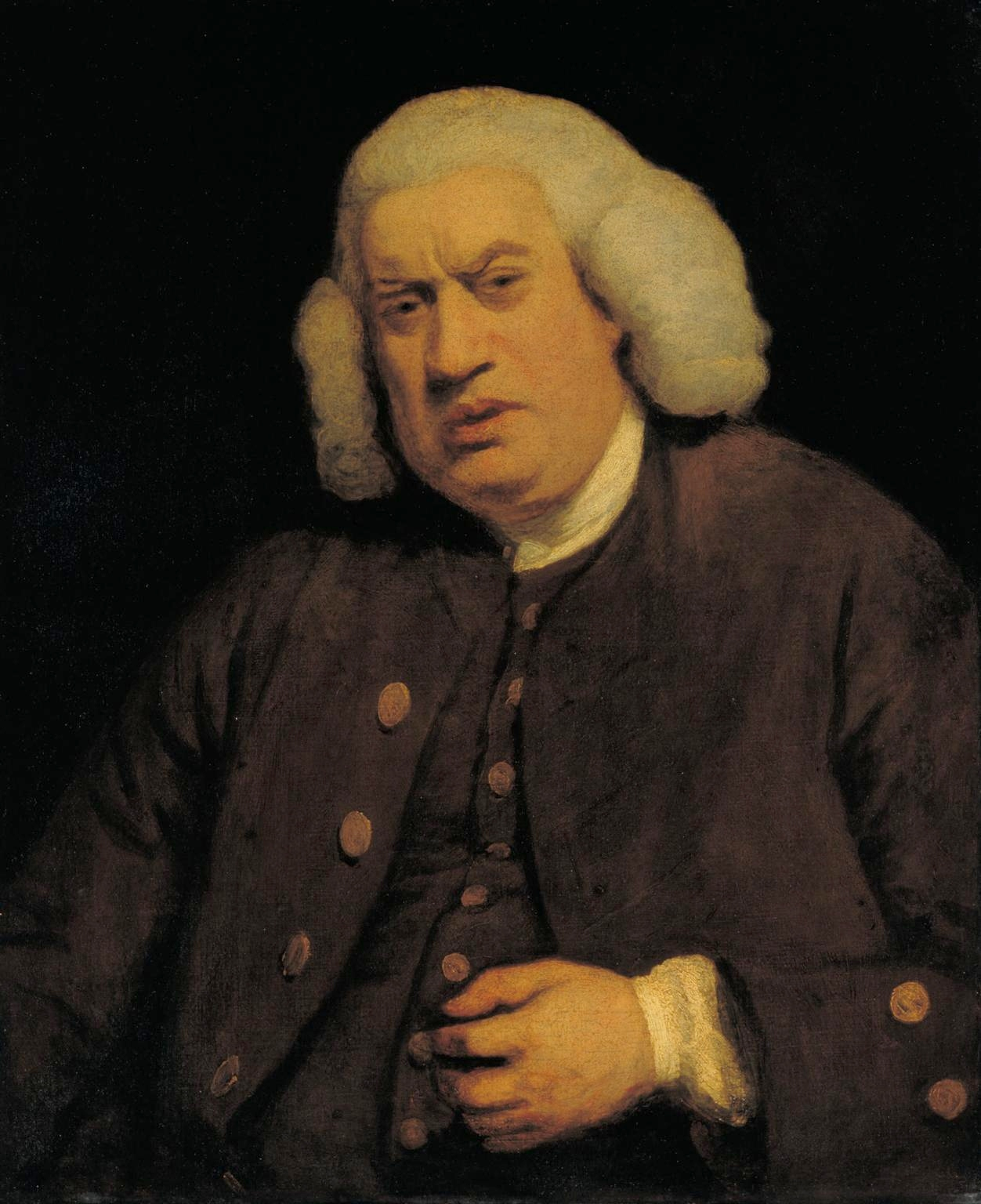
Samuel Johnson in tarda età

Il 16 maggio 1763, Johnson incontrò per la prima volta il ventiduenne Boswell nella libreria di Tom Davies, un amico di Johnson. Durante la sua vita, Boswell compilò diversi diari in cui prendeva nota di tutti i momenti che riteneva importanti. Per pubblicare questi diari ci son voluti 18 volumi ed è propria su questa enorme raccolta di appunti che Boswell avrebbe costruito la biografia di Johnson. Nel commentare questa mania di Boswell nel prendere appunti, Johnson scrisse scherzosamente a Hester Thrale, "Si potrebbe pensare che quest'uomo sia stato assunto per spiarmi".
Il 6 agosto 1773, undici anni dopo il primo incontro con Boswell, Johnson si decise ad andare a trovare il suo amico in Scozia, al fine di iniziare "un viaggio verso le isole occidentali della Scozia", come Johnson intitolò il diario del loro viaggio nel 1775. Il diario di quel viaggio che Boswell da parte sua intitolò Diario di un viaggio alle Ebridi (1786), fu un tentativo preliminare per una biografia prima della ufficiale Vita di Johnson. A seguito del successo del suo diario di viaggio, Boswell iniziò a lavorare sul "ampio tesoro di conversazioni raccolte in diversi momenti" che egli aveva annotate nei suoi diari. Il suo scopo era quello di ricreare delle "Scene di vita" di Johnson. Tuttavia, Boswell fu afflitto dal problema di non aver conosciuto Johnson prima che questi compisse 53 anni, ciò creò uno squilibrio con la parte della vita di Johnson registrata di prima mano. Inoltre, come ha sottolineato il critico Donald Greene, gli appunti presi da Boswell descrivono solo 250 giorni che Boswell effettivamente poteva aver trascorso con Johnson, le rimanenti informazioni derivavano da Johnson stesso o da fonti secondarie che riportavano vari avvenimenti.
Prima che Boswell pubblicasse la sua biografia di Johnson, molti altri amici dell'autore del Dizionario pubblicarono o stavano per pubblicare le loro biografie o raccolte di aneddoti su Johnson: John Hawkins, Hester Thrale, Frances Fanny Burney, Anna Seward, Elizabeth Montagu, Hannah More e Horace Walpole tra i molti altri. L'ultima edizione curata da Boswell fu la terza, pubblicata nel 1799.

## La Biografia
Vi sono molte biografie di Samuel Johnson, ma la Vita di Samuel Johnson è la più nota al grande pubblico. Tuttavia l'opinione corrente fra gli studiosi di Johnson del XX secolo, come Edmund Wilson e Donald Greene, è che la Vita di Boswell "difficilmente può essere definita del tutto una biografia", essendo semplicemente "una raccolta degli appunti presi da Boswell riguardo ad avvenimenti degli ultimi venti anni della vita di Johnson ... messi insieme col solo scopo di colmare le lacune". Inoltre, Greene sostiene che l'opera "iniziò a partire da una ben organizzata campagna di stampa, organizzata da Boswell e dai suoi amici, per denigrare e ridicolizzare i suoi rivali; inoltre ci fu un sostegno da parte di Macaulay che scrisse uno dei più memorabili pezzi di giornalismo da imbonitore". Invece di definirla una "biografia", Greene propone che l'opera di Boswell sia qualificata come una specie di raccolta di detti memorabili.
A monte di queste critiche c'è che la Vita di Boswell "apporta correzioni" a molte citazioni di Johnson, censura molti dei commenti più triviali e ignora i primi anni della vita di Johnson. In particolare, Boswell crea una versione un po' mitica di Johnson, come William Dowling dice:
I biografi moderni hanno corretto gli errori di Boswell. Ciò non vuol dire che l'opera di Boswell sia sbagliata o inutile: gli studiosi come Walter Jackson Bate apprezzano in tale opera i "dettagli" e le "preziosità della conversazione". Tutti i biografi di Johnson, secondo Bate, devono passare attraverso la medesima "struttura" del materiale col quale Boswell ha avuto a che fare: scarse informazioni sui primi quaranta anni di Johnson ed una montagna di appunti per il suo restante periodo di vita. In poche parole, "la vita di Johnson continua a suscitare attenzione" ed "ogni frammento di testimonianze sulla vita di Johnson ha continuato ad essere esaminata e molti altri dettagli sono stati aggiunti" perché "essa è così vicina alla generale esperienza umana in una vasta gamma di modi".

## Valutazioni
Dopo la pubblicazione dell'opera, Boswell ricevette critiche da Thomas Babington Macaulay e da Lockhart riguardo al modo duro in cui la Vita rivela le vite private di Johnson e di altri. Non tutti furono d'accordo ed Edmund Burke disse al re Giorgio III che l'opera gli era piaciuta più delle altre. Robert Anderson, nel suo Opere dei Poeti Inglesi (1795), scrisse: "A parte alcune veniali eccezioni dovute all'egoismo e alla cieca ammirazione, la sua opera presenta il più ricco, interessante e completo ritratto che mai sia stato fatto della vita e delle opinioni di un celebre uomo; ed è considerato a ragione uno dei libri più istruttivi e divertenti in lingua inglese." Un recensore, a proposito della edizione di Croker dell'opera di Boswell: "Noi lo [Johnson] conosciamo, non come era conosciuto da uomini suoi contemporanei, ma come se fosse conosciuto da uomini di cui potrebbe essere stato il padre". Un secolo dopo, Thomas Carlyle descrisse l'opera come "la migliore delle possibili rappresentazioni della Realtà; resa alla pari di una immagine riflessa in uno specchio".
Critici più recenti hanno formulato in generale giudizi positivi. Per Frederick Pottle quest'opera è "il coronamento di un artista che per più di venticinque anni deliberatamente si è imposto una condotta di vita per portare a termine un tale compito." W. K. Wimsatt sostiene che, "la risposta corretta per Boswell è valutare l'uomo attraverso l'artista e l'artista nell'uomo". Leopold Damrosch afferma che l'opera di Boswell è del tipo che "non si presta tanto facilmente alle usuali categorie mediante le quali il critico spiega e giustifica la sua ammirazione". Walter Jackson Bate sottolinea l'unicità di quest'opera quando afferma "niente di paragonabile ad essa è mai esistito. Né nulla di paragonabile è stato scritto da allora, perché non si è mai più nuovamente verificata quella speciale unione di talenti, di occasioni e di argomento."
Tuttavia, molti critici non sono d'accordo con la valutazione dell'opera come una biografia; Leopold Damrosch spiega i potenziali problemi dell'opera di Boswell: "La solita affermazione che sia la più bella biografia mai scritta a me sembra gravemente fuorviante. In primo luogo, presenta dei veri difetti di organizzazione e struttura; in secondo luogo (cosa più importante) lascia molto a desiderare in quanto ad interpretazione globale di una vita." Brady Frank descrive i sentimenti contrastanti che i critici provano nei confronti della Vita di Samuel Johnson quando afferma, "Anche se lo scrittore Boswell è il più grande al mondo, i critici sono sempre stati dalla parte dell'uomo Boswell." Donald Greene, pur considerando il Diario di un viaggio alle Ebridi una "splendida performance" di Boswell, ha invece ritenuto che la Vita sia stata inadeguata e che gli ultimi anni di Johnson meritassero una biografia più accurata.

## Edizioni italiane
- James Boswell, Vita di Samuel Johnson, 3 voll., traduzione di Ada Prosperi, Collezione di Classici Inglesi, Milano, Garzanti, 1954. - 2 voll., Collezione I libri della Spiga, Milano, Garzanti, 1982.

### Approfondimenti
- Adam Sisman, Boswell's Presumptuous Task: The Making of the Life of Dr. Johnson, New York, Farrar, Straus, and Giroux, 2001, ISBN 0-374-11561-3.